# النا کونوننکو
النا کونوننکو (به انگلیسی: Elena Kononenko) شناگر اهل کشور شوروی است.